# May Simón Lifschitz
May Simón Lifschitz est une actrice et un mannequin originaire d'Argentine. Elle est présente dans des productions danoises: Wild Witch, Yes No Maybe et Christian IV. Elle est connue pour son rôle dans la série Warrior Nun (Saison 1 et 2) diffusée sur Netflix, dans laquelle elle joue le rôle de Chanel.

## Carrière
May Simón Lifschitz commence sa carrière comme mannequin à 16 ans. Elle effectue des campagnes promotionnelles pour Adidas et devient le deuxième mannequin transgenre travaillant pour Victoria's Secret, après Valentina Sampaio.Dans le cadre d'une campagne se voulant inclusive (genre, origine, taille), la marque de lingerie fine la fait poser en 2019.
Elle est actrice depuis au moins 2015. L'écrivain David Hayter a déclaré à un fan qu'elle était heureuse que le script de Warrior Nun ait été le premier à ne pas mentionner sa transidentité. Elle est joue également pour la saison 2 de cette série .

## Vie privée
Elle est née à Corrientes en Argentine et a grandi au Danemark. Sa mère est Danoise et son père est Argentin. Elle possède la nationalité danoise.

## Filmographie
- 2022 : L'Orchestre, Anastacia, violoncelliste ukrainienne[10]